# Aracne

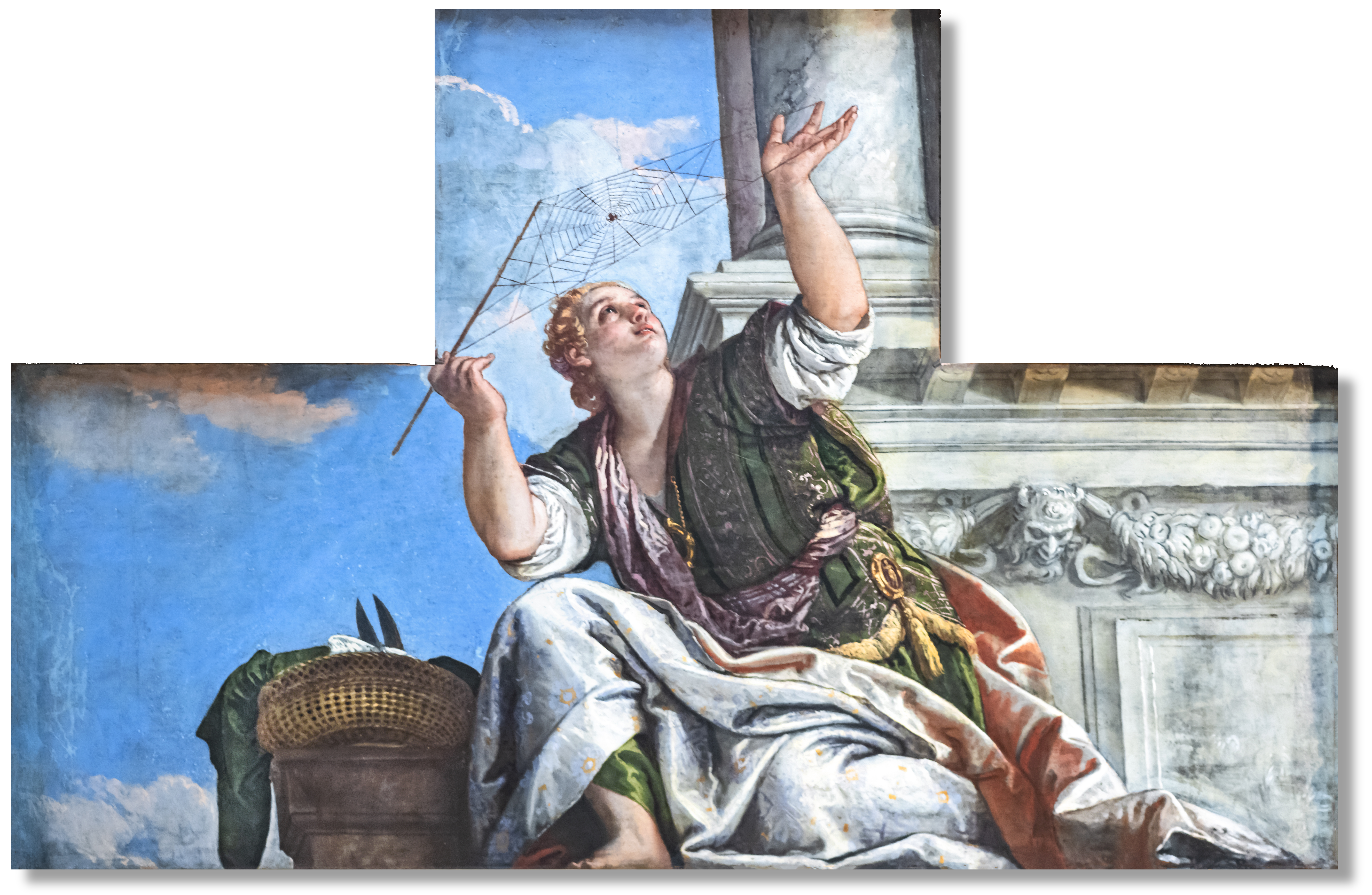
Paolo Veronese: Aracne o la dialéctica (Aracne o la Dialettica, 1520).

En la mitología grecorromana, Aracne (en latín: Arachne, griego: ἀράχνη, ‘araña’) nacida en Lidia e hija del tintorero Idmón, fue una  tejedora que alardeó de ser más habilidosa que la diosa Atenea, que tiene su equivalente en la romana Minerva, diosa de la artesanía y la sabiduría. Minerva, ofendida, entró en competencia con Aracne, pero, según cuenta Ovidio en Las metamorfosis, no pudo superarla. Minerva tejió las historias de los grandes logros de los dioses, lo cual generó desagrado en Aracne. En un marcado contraste con la obra de Minerva, el tapiz de Aracne plasmaba los pecados de los dioses, el tema elegido por Aracne fueron los amores de los dioses. Aunque la creación era magnífica, su composición enfureció a Minerva, quien a su vez humilló a Aracne. Minerva destruyó su tapiz y la transformó en araña. Así fue como surgió la primera araña. La historia sugiere que el arte de tejer tenía su origen en la imitación de la labor de las arañas y que había sido desarrollada en Asia Menor. 

## Fuentes

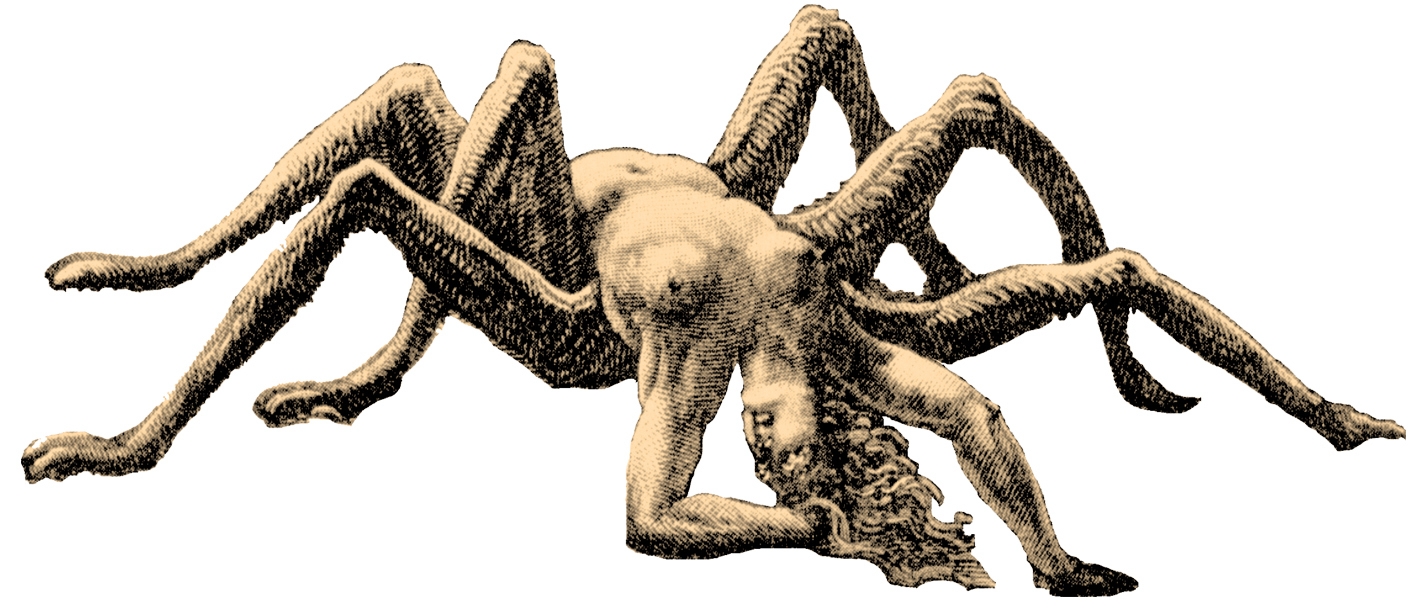
Aracne, por Gustave Doré (ilustración para el Purgatorio de Dante).

## En Ovidio
Se decía que la meonia Aracne no merecía menos elogios que Palas Atenea en el arte del tejido de la lana. Aracne no era famosa por su patria o por los orígenes de su linaje, sino por la destreza su arte. Su padre, Idmón el colofonio, era un tintorero que teñía la lana con púrpura de Tiro. Su madre había muerto, pero procedía también de la plebe. Por las ciudades lidias Aracne se había ganado con su habilidad una reputación memorable, a pesar de residir en la humilde Hipepas. Con el fin de contemplar sus admirables labores, con frecuencia abandonaban sus zarzas las ninfas del Tmolo y abandonaban sus ondas las ninfas del Pactolo. Eran tan admirables sus labores que la gente pensaba que la muchacha pudiera ser instruida por la propia Palas. Aracne, ofendida, había negado que tuviera relación con Atenea, y además añadió: «Que se enfrente conmigo; a nada me negaré si me vence».
En ese momento Palas decide pasar a la acción. Toma la apariencia de una anciana, con canas, miembros débiles y un bastón. Entonces habla con Aracne: «No todo lo que la edad avanzada trae consigo se ha de evitar; de los años tardíos procede la experiencia. No desdeñes mis consejos: busca la máxima gloria en el arte de la lana, pero sólo entre los mortales. Cede ante una diosa y pídele perdón con voz suplicante por tus atrevidas palabras; si se lo pides, te perdonará». Aracne miró torvamente a la anciana y le recriminó que tantos años de vida la hicieron desvariar, y que si necesitaba hablar que se lo comentase a sus hijas o nueras, no a ella. Para terminar su discurso de hybris Aracne se reafirmó: «¿Por qué no viene Palas en persona? ¿Por qué evita esta contienda contra mí?».
Entonces Atenea, reasumiendo su forma verdadera, le dice a Aracne que la diosa estaba en su presencia. Las ninfas y las mujeres migdonias se sobrecogieron por la veneración a la diosa pero la muchacha permaneció impertérrita. Aun así Aracne se puso pálida y tras un momento recuperó la compostura, aferrada a las ganas de salir victoriosa. Inmediatamente se colocan una frente a otra y cada una tensa el telar con la fina urdimbre. Las dos contendientes se afanan en la competición, usando hilo de tejido púrpura y también se entretejen en los hilos hebras de oro flexibles y sobre la tela se despliega con finura un antiguo tema.
Comienzan a verse las obras de Palas. Borda el Areópago y el litigio entre Neptuno y Minerva por darle nombre a Atenas. A Júpiter lo borda como un rey, a Neptuno con su tridente, a la propia Minerva haciendo emerger el olivo, con él se ganó el favor de su ciudad. Finalmente borda a la Victoria como colofón. Sin embargo, para que la émula de su gloria entienda con ejemplos qué recompensa debe esperar por tan infernal atrevimiento, añade en las cuatro esquinas cuatro desafíos. En un ángulo están los tracios Ródope y Hemón, ahora montañas heladas, que antaño eran seres humanos, que se atribuyeron los nombres Júpiter y Juno y por ello fueron castigados. Otra esquina contiene la desdicha de la madre de los pigmeos; a esta, tras vencerla en una competición, Juno la castigó con la forma de grulla. Bordó también a la que antaño se atrevió a enfrentarse con Juno, a Antígona; nada pudo hacer su padre Laomedonte para impedir que su hija tuviese aspecto de cigüeña. En el único ángulo que le queda expuso a Cíniras, pues abraza entre lágrimas las gradas del templo, que antes eran los cuerpos de sus hijas. Finalmente Palas orla los bordes con pacíficos ramos de olivo. Así pone fin a su labor con su árbol.
Entonces Aracne muestra su obra de arte y comienza ilustrando los amoríos de Júpiter. Dibuja a Europa burlada por la apariencia del toro, parecía sentir temor del agua que la salpicaba. También representó a Asteria, que era sujetada por un águila agresiva, y a Leda, recostada bajo las alas del cisne. Añadió cómo Júpiter, oculto bajo la apariencia de un sátiro, colmó a la hermosa Antíope y cómo fue Anfitrión para conquistar a Alcmena. Cómo siendo de oro burló a Dánae, siendo fuego a Egina, siendo pastor a Mnemósine o serpiente moteada con Proserpina. Pero Aracne también representó los amoríos de Neptuno. Este se había transformado en torvo novillo con Tiro, en forma de Enipeo con Ifimedea y como carnero engañó a Teófane. También tuvo unión con Ceres con la forma de un caballo, en forma de ave recibió a Medusa y en forma de delfín a Melanto. A todos estos, les prestó la apariencia y el ambiente que les eran propios. Pero también representó a Febo con aspecto de azor para tomar a Marpesa, con aspecto de león con Cirene y cómo disfrazado de pastor burló a Isa la Macareide. Finalmente bordó a Líber engañando a Erígone bajo la forma de uva y a Saturno, bajo la forma de caballo, engañando a Fílira. La parte extrema de la tela, rodeada de una fina orla, la remató entretejiendo con flores y zarcillos de hiedra.
Ni Palas ni la Envidia (Livor) tenían nada que censurar en aquella labor. Palas, llena de envidia, se dolió del éxito la doncella de cabellos rubios y desgarró las telas bordadas, que acusaban a los dioses; pues la propia Palas era una diosa virgen. Con la lanzadera que tenía en la mano, de madera del Citoro, Palas golpeó repetidas veces en la frente a Aracne. No pudo soportarlo la desdichada y, orgullosa, se intentó suicidar colgándose un lazo en tomo al cuello. Al verla colgada, Palas, compadecida, la levantó y le dijo: «Vive, sí, pero colgada, por atrevida; y sea dictado para tu linaje y todos tus descendientes un castigo en las mismas condiciones: así no vivirás despreocupada del futuro». Después, cuando se alejaba, la roció con zumos de hierbas de Hécate (acónito), y al instante, tocados por tan siniestra poción, desaparecieron sus cabellos, lo mismo que la nariz y las orejas, la cabeza se reduce al mínimo y todo su cuerpo se vuelve muy pequeño. En el lugar de las piernas, le salen finos dedos en los flancos, lo demás lo ocupa el vientre; sin embargo, de él se le escapa un hilo y trabaja, transformada en araña, las telas de siempre.

## Influencia

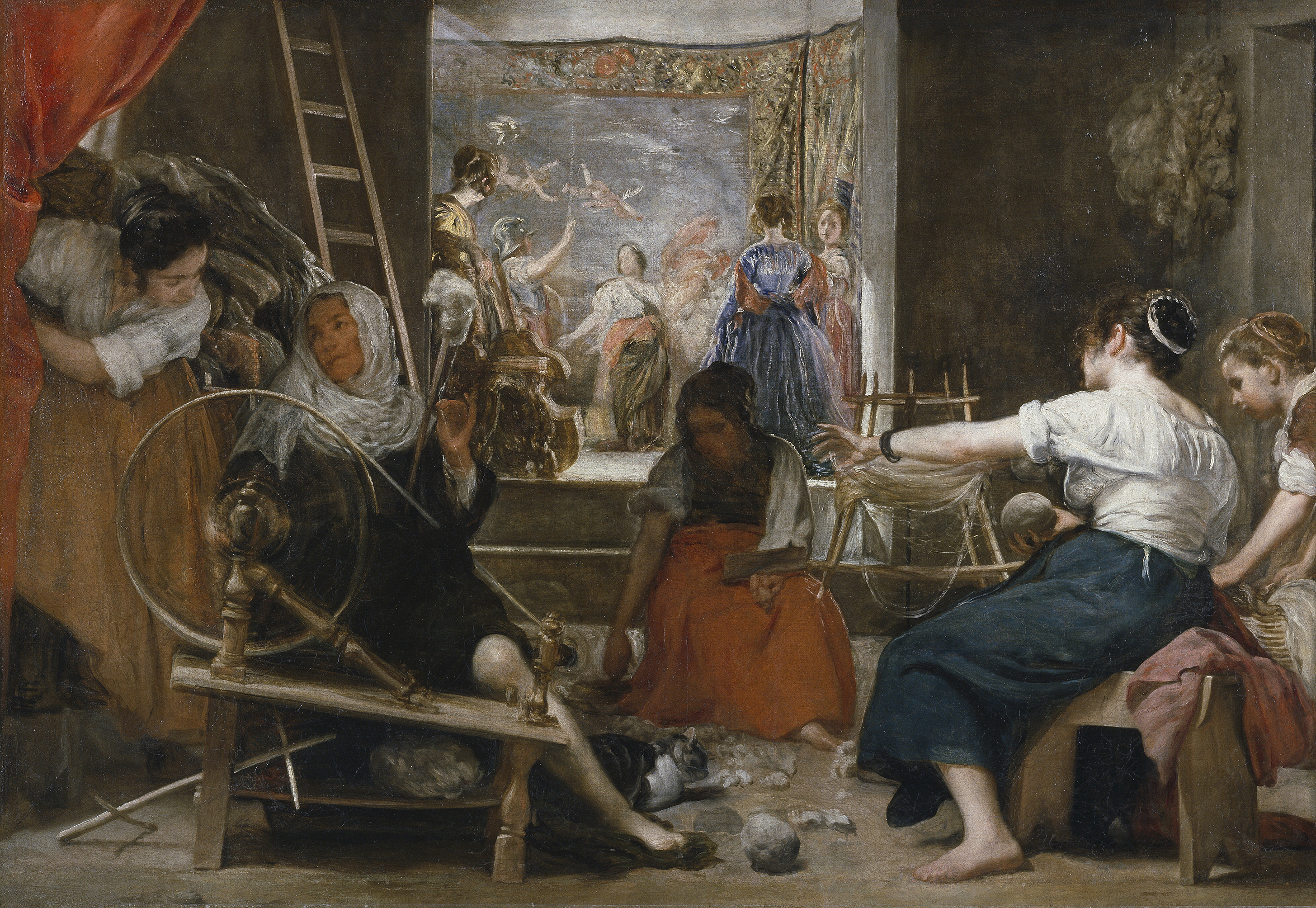
Velázquez: La fábula de Aracné (1644-1648).

El relato de Ovidio de Las metamorfosis de Aracne proveyó material para un episodio de la sátira heroica de Edmund Spenser Muiopotmos, or the Fate of the Butterflie (Muiopotmos o El destino de la mariposa). La adaptación de Spenser, que 

reinterpreta la historia ovidiana en términos del mundo isabelino,

 está diseñada para proporcionar una explicación racional del odio que tiene el descendiente de Aracne Aragnoll al héroe-mariposa Clarion. 
La historia de Aracne inspiró uno de los cuadros más interesantes de Velázquez: La fábula de Aracne, conocida popularmente como Las hilanderas, en el que el pintor representa dos de los momentos importantes del mito. Al frente, el concurso de Aracne y la diosa (las tejedoras joven y vieja), y al fondo un Rapto de Europa que es una copia de la versión de Tiziano (o quizá de la copia de ésta hecha por Rubens). Frente al rapto de Europa, se ve a Atenea en el momento de castigar a Aracne. Se transforma el mito en una reflexión sobre la creación y la imitación, el Dios y el hombre, el maestro y el pupilo (y así sobre la naturaleza del arte).
Curiosamente, en la obra de Velázquez no aparece araña alguna, no obstante se hace mención a la transformación a partir del instrumento musical que puede verse en el segundo plano de la obra, al fondo a la izquierda tapando la figura de la diosa Atenea, un violonchelo. En la época del pintor, se creía que la picadura de ciertos insectos como las arañas podían sanar a partir de la música. Por ello, los músicos tocaban para el enfermo de tarantismo a la vez que imitaban los gestos de los animales con la idea de que al bailar, éste pudiese sudar el veneno.